# Oliverius jordanensis
Oliverius jordanensis is een hooiwagen uit de familie Gonyleptidae.